# Changing Rooms
Changing Rooms foi um programa de televisão britânico, do tipo faça você mesmo, sobre casa, decoração e estilo de vida. Foi exibido no Reino Unido pela BBC, entre 1996 e 2004. No Brasil, era apresentado no canal People+Arts (atual Liv).

## O programa
Changing Rooms funcionava da seguinte maneira: um casal concordava em trocar de residência, por um certo período, com amigos ou vizinhos, e cada par deveria, sob a supervisão de uma equipe de designers do programa, reformar (para melhor) uma peça da casa do outro. No final, cada par iria se encontrar nos novos ambientes criados e, dependendo do resultado, continuariam a amizade ou não. Em alguns episódios, pôde-se assistir a choros ou chiliques dos participantes. Originalmente, o programa era apresentado por Carol Smillie, substituída em 2003 por Laurence Llewelyn-Bowen, e o responsável pelas remodelagens era o carpinteiro Andy Kane. O MDF era um material usado com bastante frequência no show.

## Desastres
- Em um episódio, a designer Linda Barker ajudou a construir um quarto para acomodar diversos bules; porém, durante a noite, as prateleiras caíram, destruindo a valiosa coleção.
- O show ganhou popularidade com as ideias incomuns de design de Laurence Llewelyn-Bowen e com as reações negativas de alguns participantes.
- Em um episódio, Anna Ryder Richardson pagou mico quando decorou um quarto para um casal usando roupas íntimas eróticas francesas emolduras. Ao entrar no novo quarto, a dona vociferou "por que eu iria querer essa merda no meu quarto? Eu tenho filhos!" e começou a chorar.
- Em um episódio, a dona do quarto decidiu remodelar tudo novamente porque sentia falta de sua velha lareira.